# Eristena ornata
Eristena ornata là một loài bướm đêm trong họ Crambidae.